# Johanniterorden (Balliet Brandenburg)
Tyska Johanniterorden (tyska: Die Balley Brandenburg des Ritterlichen Ordens Sankt Johannis vom Spital zu Jerusalem, eller Der Johanniterorden) är en kristen riddarorden med säte i Tyskland. Orden bedriver idag en omfattande hjälpverksamhet. Den har två grader: rättsriddare (Rechtritter) och riddare (Ehrenritter). Herremästare (Herrenmeister) är sedan 1999 prins Oskar av Preussen.
Orden blev 1332 självständig från den katolska Malteserorden som grundades i Jerusalem år 1099. Den blev protestantisk under reformationen på 1500-talet under beskydd av huset Hohenzollern som var markgrevar av Brandenburg och senare skulle bli kungar av Preussen. Ordens herremästare valdes från 1600-talet och framåt traditionellt bland manliga medlemmar av huset Hohenzollern. År 1811 ersattes orden av en förtjänstorden med samma namn. Efter den ordens avskaffande 1852 återskapades Johanniterorden med tidigare medlemmar. Efter monarkins fall 1918 blev orden självständig från staten med regleras fortfarande i viss lagstiftning av den tyska förbundsdagen, senast 2004.
Den svenska Johanniterorden bildades 1920 som en avdelning till Tyska Johanniterorden. År 1946 blev den svenska grenen en självständig orden under den svenske kungens beskydd med namnet Johanniterorden i Sverige. Även i Nederländerna bildade johanniterriddarna 1946 en självständig orden med namnet Johanniterorden i Nederländerna.

## Lista över herremästare i Balliet Brandenburg

Ordensdräkt för rättsriddare från 1800-talets andra halva som tillhört Walther von Hallwyl. Halskorset tillhör dock Nordstjärneorden.

- 1323–1336: Gebhard von Bortefelde (Präceptor generalis)
- 1341–1371: Hermann von Werberg
- 1371–1397: Bernhard von der Schulenburg
- 1397–1399: Detlev von Walmede
- 1399–1418: Reimar von Güntersberg
- 1419–1426: Busso V. von Alvensleben

Herremästare av Sonnenburg:
- 1426–1437: Balthasar von Schlieben
- 1437–1459: Nicolaus von Thierbach
- 1459–1460: Heinrich von Redern
- 1460–1471: Liborius von Schlieben
- 1471–1474: Kaspar von Güntersberg
- 1474–1491: Richard von der Schulenburg
- 1491–1526: Georg von Schlabrendorff

Mellan reformationen och sekulariseringen:
- 1527–1544: Veit von Thümen
- 1544–1545: Joachim von Arnim
- 1545–1564: Thomas Runge
- 1564–1569: Franz Neumann
- 1569–1609: Martin von Hohenstein
- 1610–1611: Fredrik av Brandenburg
- 1611–1613: Ernst av Brandenburg
- 1614–1615: Georg Albrekt av Brandenburg
- 1616–1624: Johan Georg av Brandenburg-Jägerndorf
- 1624–1625: Joakim Sigismund av Brandenburg
- 1625–1641: Adam von Schwarzenberg
- 1641–1652: Georg von Winterfeld
- 1652–1679: Johan Moritz av Nassau-Siegen
- 1689–1692: Georg Fredrik av Waldeck, furste av Waldeck-Eisenberg och greve av Pyrmont
- 1693–1695: Karl Filip av Brandenburg-Schwedt, prins av Preussen
- 1696–1731: Albrekt Fredrik av Brandenburg-Schwedt, prins av Preussen
- 1731–1762: Karl Fredrik Albrekt av Brandenburg-Schwedt, prins av Preussen
- 1762–1811: Prins August Ferdinand av Preussen

Johanniterorden i Balliet Brandenburg sekulariserades 1811 men återinrättades 1852.
- 1853–1883: Prins Fredrik Karl Alexander av Preussen
- 1883–1906: Prins Albrekt av Preussen
- 1907–1926: Prins Eitel Fredrik av Preussen
- 1927–1958: Oskar av Preussen
- 1958–1999: Wilhelm Karl av Preussen
- 1999–: Oskar av Preussen